# Трезигало
Трезига̀ло (на италиански: Tresigallo, на местен диалект Trasgàl, Тразъгал) е малко градче в северна Италия, община Трезиняна, провинция Ферара, регион Емилия-Романя. Разположено е на 4 m надморска височина.